# Präsentorik
Präsentorik ist ein Kunstwort, eine Kombination aus Präsentieren bzw. Präsentation und Rhetorik.
Der Begriff tauchte erstmals zu Beginn des 21. Jahrhunderts im Kontext von Managementtraining und von Seminaren zur Schulung von Führungskräften der Wirtschaft auf.
Bis dato wurde unterschieden zwischen Maßnahmen zur Steigerung der Präsentationskompetenz und solchen zur Erhöhung der rhetorischen Kompetenz.
Unter Präsentieren wird herkömmlich das Vorstellen von Ideen, Konzepten, Prototypen und Ergebnissen verstanden – vorzugsweise mit Hilfe von (elektronischen) Medien. Rhetorik meint demgegenüber die Redekunst, das wirkungsvolle Sprechen und Überzeugen allein durch die Kraft des Wortes.

## Ziel der Präsentorik
Ziel der Präsentorik ist es, eine Synthese aus beidem zu schaffen: aus zielgerichtetem Medieneinsatz und überzeugender sprecherischer Performanz. Es geht einerseits darum, für ein bestimmtes Ziel und Thema das beste Medium auszuwählen und andererseits darum wirkungsvoll zu sprechen, sich selbst überzeugend darzustellen und andere für sich und die eigenen Ideen zu gewinnen. Nicht mit allerlei taktischen Tricks und unlauteren Finessen – sondern durch stimmige und wirkungsvolle präsentorische Performance.
Anspruch der Präsentorik ist es, Menschen in kleiner Runde und auch bei Auftritten vor vielen Menschen zu unterstützen.

## Präsentorik und Medien
In Präsentationen werden als Medien genutzt: Whiteboards, Flipcharts und Pinnwände, Overheadprojektoren und Beamer (meistens für Powerpoint gestützte bzw. dominierte Präsentationen, auch für Filme, Spots und Animationen) sowie Gegenstände, Musterbeispiele und Prototypen.
In der Präsentorik geht man davon aus, dass das wichtigste Medium in einer Präsentation der Präsentierende selbst ist.
Der übrige Medieneinsatz ist demgegenüber reduziert, dafür aber punktgenau und effektiv. Der Live-Gestaltung von Medien (z. B. Zeichnung am Flipchart) wird Vorrang gegeben vor einem übermäßigen Einsatz von Powerpoint.

## Persönliche Wirkungsfaktoren
In Anlehnung an die Kommunikationspsychologie Prof. Schulz von Thuns spielen als persönliche Wirkungsfaktoren die Glaubwürdigkeit, die Fähigkeit, einen roten Faden zu entwickeln und zu halten, eine positive Beziehungsgestaltung zum Publikum sowie eine klare Ziel- und Auftragsorientierung zentrale Rollen. Die Hypothese lautet: Wirkung erzielen Präsentierende dann, wenn sie kompetent sowie als Mensch und als Persönlichkeit erscheinen, denen zugetraut wird, Ergebnisse zu produzieren. Und wenn sie ihre Gedanken, Ideen und Inhalte so strukturieren, dass die Zuhörer ihnen leicht und gerne folgen. Wenn Konzept und Performance zusammenpassen.

## Theoretischer Hintergrund
Die Kommunikationspsychologie Schulz von Thuns ist eine Säule der Präsentorik. Die andere ist die neue systemische Theorie, in der besonders die Bedeutung des Kontextes für den Erfolg von Interventionen (auch Reden sind Interventionen) betont wird (N. Luhmann, Fritz B. Simon).

## Themenfelder in der Präsentorik
Vortragen, Präsentieren, Präsentationsmedien, Persönlichkeit, Selbstsicherheit, Charisma, Körpersprache und Stimme, Kommunikationspsychologie, Rhetorik, rhetorische Stilmittel, Manuskript, Stichwortzettel, Lampenfieber, Umgehen mit Zuhörerfragen und -reaktionen